# 弗拉基米尔·阿纳托利耶维奇·帕夫洛夫
弗拉基米尔·阿纳托利耶维奇·帕夫洛夫（羅馬化：Vladimir Anatol'yevich Pavlov；1956年5月6日—）是布里亚特共和国的俄罗斯政治人物。他是布里亚特共和国人民呼拉尔主席，于2018年9月19日在第六次会议上就任。帕夫洛夫虽然是俄罗斯族，但他能说流利的布里亚特语。